# Murra (gemma)
La murra (dal latino murra, o anche murrha, myrrha, dal greco μορρίνη morrhía, voce di origine orientale) è una pietra preziosa, usata anticamente per produrre tazze e vasi da mensa.
Per analogia, il termine murrino è stato dato più recentemente a un tipo di vetro col quale si intendeva imitare le venature dei vasi murrini: nel 1878 fu l'abate Vincenzo Zanetti che ebbe tale intuizione per tentare di risollevare la vetraria muranese dopo un lungo periodo di crisi. 
Conosciamo questo vasellame attraverso la tradizione scritta. La menzione più antica è di Sesto Properzio. La più completa descrizione è di Caio Plinio Secondo, che la considera una gemma, benché tale non fosse considerata, ad esempio, dal giurista Cassio Longino verso il 50 d.C. Nel lusso delle mense romane si usavano di preferenza le murrine per le bevande calde (Marco Valerio Marziale). Tazze e vasi di murra non mancavano alla corte dei Tolomei (Gaio Svetonio Tranquillo). Le prime sembra che giunsero a Roma con Pompeo con i tesori di Mitridate, ma stranamente non settant'anni prima col tesoro di Attalo III.
Plinio descrive il particolare aroma che emanava tale vasellame, ma potrebbe essere relativo anche solo a un eventuale trattamento con la solo omonima mirra. La natura della murra non è ancora stata compresa bene, Corsi, nel 1845, ipotizza sia un tipo di fluorite e C. E. N. Bromehead (1949) riassume tutte le discussioni precedenti, insistendo per identificare la murra con la fluorite.
Descrive Plinio: «i vasi di murra vengono dall’Oriente. Là si trovano in parecchie località, nemmeno famose, soprattutto del regno dei Parti, ma i più belli tuttavia sono in Carmania. Si pensa che si tratti di una sostanza liquida che si solidifica sotto terra per calore. […] Il loro splendore è senza intensità e più che splendore è propriamente lucentezza. Ma ciò che fa il loro pregio è la varietà di colori, per il ripetuto volgere delle venature al rosso porpora o al bianco candido o a una terza tonalità tra le due, quando, come per un passaggio di colore, il rosso porpora diventa fiammeggiante o il bianco latte diventa rosso. C'è chi ne apprezza soprattutto i bordi e certe sfumature riemesse, come se ne vedono nella parte interna dell'arcobaleno. Ad altri piacciono le venature dense – ogni trasparenza o evanescenza è per loro un difetto – così come i granuli e le macchie che non sono escrescenti, ma, come anche accade nel corpo umano, per lo più piatte. Anche l'odore della sostanza è motivo di pregio. Il cristallo è il risultato di una causa contraria a quella esposta, di una solidificazione per congelamento assai intenso […]».